# Tangstedt (Stormarn)
 Ikke at forveksle med Tangstedt (Kreis Pinneberg).
Tangstedt er en by og kommune i det nordlige Tyskland, beliggende under Kreis Stormarn i den sydøstlige del af delstaten Slesvig-Holsten. Selv om lokaliteten ligger i Kreis Stormarn, forvaltes den fra Amt Itzstedt i Kreis Segeberg.

## Geografi
Kommunen ligger ved den nordlige bygrænse af Hamborg i nærheden af byen Norderstedt. I kommunen ligger ud over Tangstedt, landsbyerne Wilstedt, Wilstedt-Siedlung, Ehlersberg, Rade, Wiemerskamp og Wulksfelde i kommunen.